# Quatuors à cordes op. 17 de Joseph Haydn
Les Quatuors à cordes, opus 17, Hob. III.25-30, de Joseph Haydn ont été composés en 1771. Ils ont été publiés comme opus 9 en 1772 chez Hummel à Amsterdam et comme opus 17 en 1773 chez Sieber à Paris.
L'ordre de composition est le suivant : nº 2, nº 1, nº 4, nº 6, nº 3 et nº 5.

## Quatuor, opus 17 nº 1 enmimajeur
1. Moderato
2. Menuet
3. Adagio
4. Presto

## Quatuor, opus 17 nº 2 enfamajeur
1. Allegro
2. Menuet
3. Adagio
4. Allegro

## Quatuor, opus 17 nº 3 enmibémol majeur
1. Andante grazioso
2. Menuet
3. Adagio
4. Allegro molto

## Quatuor, opus 17 nº 4 enutmineur
1. Moderato
2. Menuet
3. Adagio cantabile
4. Allegro

## Quatuor, opus 17 nº 5 ensolmajeur
1. Moderato
2. Menuet
3. Adagio
4. Presto

## Quatuor, opus 17 nº 6 enrémajeur
1. Presto
2. Menuet
3. Largo
4. Presto